# Jansen Harkins
Jansen Harkins, född 23 maj 1997, är en kanadensisk-amerikansk professionell ishockeyforward som är kontrakterad till Winnipeg Jets i National Hockey League (NHL) och spelar för Manitoba Moose i American Hockey League (AHL). Han har tidigare spelat för Jacksonville Icemen i ECHL och Prince George Cougars i Western Hockey League (WHL).
Harkins draftades av Winnipeg Jets i andra rundan i 2015 års draft som 47:e spelare totalt.
Han är son till Todd Harkins och brorson till Brett Harkins, båda två spelade själva professionell ishockey och lyckades få spela i NHL under sina aktiva spelarkarriärer.

## Statistik
| 2011–2012  | North Shore WC              | PCBHL      | 74  | 83 | 70  | 153 | —   | —  | — | —  | —  | —  |
|            | Vancouver North West Giants | BC MML     | 6   | 2  | 5   | 7   | 0   | 3  | 0 | 0  | 0  | 0  |
| 2012–2013  | Vancouver North West Giants | BC MML     | 37  | 14 | 45  | 59  | 14  | 8  | 1 | 9  | 10 | 14 |
|            | Prince George Cougars       | WHL        | 5   | 0  | 0   | 0   | 2   | —  | — | —  | —  | —  |
| 2013–2014  | Prince George Cougars       | WHL        | 67  | 10 | 24  | 34  | 18  | —  | — | —  | —  | —  |
| 2014–2015  | Prince George Cougars       | WHL        | 70  | 20 | 59  | 79  | 45  | 5  | 0 | 4  | 4  | 2  |
| 2015–2016  | Prince George Cougars       | WHL        | 69  | 24 | 33  | 57  | 51  | 4  | 2 | 3  | 5  | 4  |
|            | Manitoba Moose              | AHL        | 6   | 1  | 2   | 3   | 2   | —  | — | —  | —  | —  |
| 2016–2017  | Prince George Cougars       | WHL        | 64  | 21 | 51  | 72  | 48  | 6  | 2 | 5  | 7  | 10 |
|            | Manitoba Moose              | AHL        | 4   | 2  | 2   | 4   | 4   | —  | — | —  | —  | —  |
| 2017–2018  | Manitoba Moose              | AHL        | 46  | 2  | 11  | 13  | 17  | 2  | 0 | 0  | 0  | 0  |
|            | Jacksonville Icemen         | ECHL       | 6   | 2  | 4   | 7   | 4   | —  | — | —  | —  | —  |
| 2018–2019  | Manitoba Moose              | AHL        | 70  | 15 | 16  | 31  | 37  | —  | — | —  | —  | —  |
| 2019–2020  | Winnipeg Jets               | NHL        | 1   | 0  | 1   | 1   | 0   | —  | — | —  | —  | —  |
|            | Manitoba Moose              | AHL        | 30  | 7  | 24  | 31  | 28  | —  | — | —  | —  | —  |
| NHL totalt | NHL totalt                  | NHL totalt | 1   | 0  | 1   | 1   | 0   | —  | — | —  | —  | —  |
| AHL totalt | AHL totalt                  | AHL totalt | 156 | 27 | 55  | 82  | 88  | 2  | 0 | 0  | 0  | 0  |
| WHL totalt | WHL totalt                  | WHL totalt | 275 | 75 | 167 | 242 | 164 | 15 | 4 | 12 | 16 | 16 |

### Internationellt
| Källa: Uppdaterad: 2019-12-22 | Källa: Uppdaterad: 2019-12-22 | Källa: Uppdaterad: 2019-12-22 |         | Utv = Utvisningsminuter | Utv = Utvisningsminuter | Utv = Utvisningsminuter | Utv = Utvisningsminuter | Utv = Utvisningsminuter |
| År                            | Lag                           | Mästerskap                    | Matcher | Mål                     | Assists                 | Poäng                   | Utv                     |                         |
| ----------------------------- | ----------------------------- | ----------------------------- | ------- | ----------------------- | ----------------------- | ----------------------- | ----------------------- | ----------------------- |
| 2014                          | Kanada                        | Ivan Hlinka                   | 5       | 2                       | 4                       | 6                       | 0                       |                         |
| 2015                          | Kanada                        | U18-VM                        | 7       | 3                       | 2                       | 5                       | 10                      |                         |
| Junior totalt                 | Junior totalt                 | Junior totalt                 | 13      | 5                       | 6                       | 11                      | 10                      |                         |